# Chaetodontoplus conspicillatus
Chaetodontoplus conspicillatus är en fiskart som först beskrevs av Waite, 1900.  Chaetodontoplus conspicillatus ingår i släktet Chaetodontoplus och familjen Pomacanthidae. IUCN kategoriserar arten globalt som livskraftig. Inga underarter finns listade i Catalogue of Life.